# Финал Уимблдонского турнира 2008 года в мужском одиночном разряде
Финал Уимблдонского турнира 2008 года в мужском одиночном разряде состоялся на Центральном корте Всеанглийского клуба лаун-тенниса и крокета в Уимблдоне (Лондон, Великобритания) 6 июля 2008 года. В матче встретились пятикратный действующий чемпион Уимблдонского турнира швейцарец Роджер Федерер и участник двух предыдущих финалов Уимблдонского турнира, четырёхкратный действующий победитель Открытого чемпионата Франции испанец Рафаэль Надаль. Эти два игрока занимали соответственно первое и второе места в рейтинге ATP.
В матче, продолжавшемся 4 часа и 48 минут, были сыграны все пять сетов. Два из них закончились тай-брейком, а пятый, решающий, — со счётом 9:7.  Победителем стал Надаль, добавивший к своим титулам на Открытом чемпионате Франции первое чемпионское звание на каком-либо из остальных трёх турниров Большого шлема. Менее чем через два месяца он, также впервые в карьере, возглавил рейтинг ATP. Мужской одиночный финал Уимблдонского турнира 2008 года ряд специалистов называют величайшим матчем в истории тенниса.

## История соперничества
К моменту встречи в финале Уимблдонского турнира 2008 года соперничество Федерера и Надаля продолжалось уже много лет, в том числе и на самом высоком уровне. Они впервые сыграли между собой весной 2004 года в турнире Мастерс в Майами, где 17-летний испанец обыграл на раннем этапе посеянного под первым номером Федерера. Ровно через год они встретились в том же турнире уже в финале, и на этот раз сильней оказался швейцарец. В Открытом чемпионате Франции того же года Надаль в полуфинале впервые нанёс Федереру поражение в рамках турнира Большого шлема, и к концу этого сезона соперники уже занимали в рейтинге ATP первое и второе места.
В следующие годы Надаль как правило побеждал Федерера на грунтовых кортах, тогда как швейцарец чаще брал верх на других покрытиях, в первую очередь на траве. В 2006 и 2007 годах они разыгрывали между собой финалы Открытого чемпионата Франции и Уимблдонского турнира (до этого более века не было случая, чтобы в финалах в мужском одиночном разряде в Париже и Лондоне в один год встречались бы одни и те же соперники). При этом на «Ролан Гаррос» каждый раз побеждал Надаль, а на газоне Всеанглийского лаун-теннисного клуба — Федерер. В 2008 году традиция была продолжена: соперники вновь сошлись в финале Открытого чемпионата Франции, и Надаль в очередной раз взял верх, одержав победу со счётом 6:1, 6:3, 6:0 и завоевав четвёртый титул подряд на этом турнире. После этой победы он вёл в их противостоянии с общим счётом 11-6.
Освещая противостояние двух лидеров мирового тенниса, комментаторы много внимания уделяли различиям в игровом стиле и манере поведения соперников, официально имевших одинаковый рост (185 см) и вес (85 кг). Это было противостояние правши (Федерер) и левши, классической и ультрасовременной техники, утончённого стиля и физической силы, неисчерпаемого таланта и несгибаемой воли, спокойной сдержанности и импульсивной бравады, метросексуального космополитизма и убеждённой провинциальности. Спортивный автор Джон Вертхайм писал об этом комплексе противопоставлений как о дихотомиях «Зевс против Геркулеса» и «водитель „Мерседеса“ против водителя „Киа“».

## Путь в финал

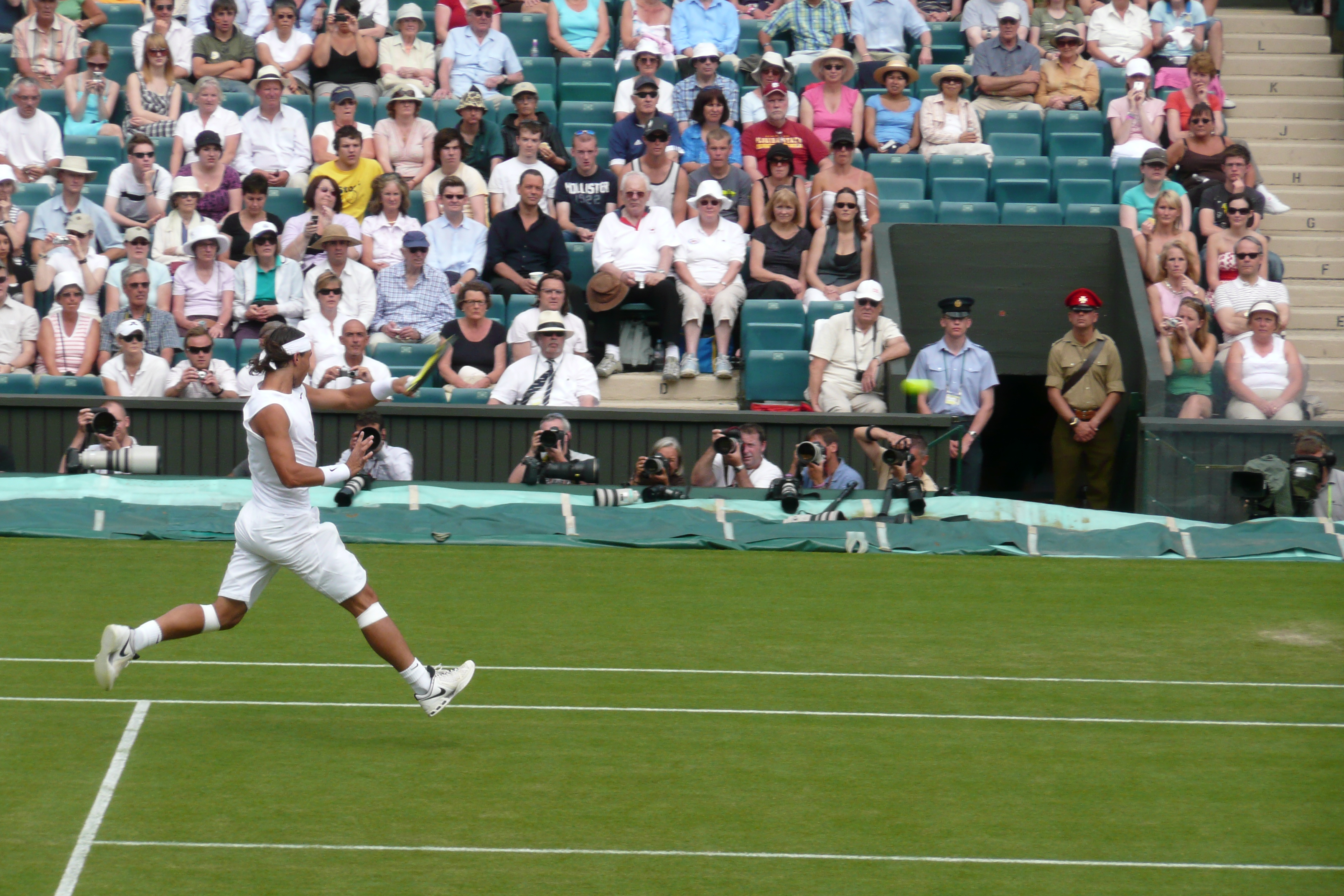
Надаль в матче 1-го круга против Андреаса Бека

Федерер, неудачно начавший сезон, в промежутке между Открытым чемпионатом Франции и Уимблдоном успел выиграть проводящийся на траве турнир в Галле (Германия). Эта победа позволила ему довести до 59 серию матчей на этом покрытии, сыгранных подряд без единого поражения, продолжавшуюся с 2002 года. Надаль, в свою очередь, уже через неделю после своей победы в Париже выиграл — также на траве — проходящий в Лондоне в преддверии Уимблдона турнир Artois Championships, победив сначала Энди Роддика, а затем действующего победителя Открытого чемпионата Австралии Новака Джоковича. Он стал первым испанцем за 36 лет, выигравшим турнир основного профессионального тура на травяных кортах.
На само́м Уимблдонском турнире оба главных претендента на титул обошлись без встреч с наиболее опасными противниками: и Джокович в половине сетки Федерера, и Роддик в половине Надаля выбыли из борьбы уже во втором раунде. Федерер по пути в финал выполнил 86 эйсов (подач навылет), допустив при этом только 4 двойных ошибки, лишь дважды проигрывал свою подачу и не отдал соперникам ни одного сета. Среди побеждённых им игроков были старый соперник, бывшая первая ракетка мира Ллейтон Хьюитт и последний теннисист, которому удалось обыграть Федерера на уимблдонских кортах, — Марио Анчич. В полуфинале швейцарец обыграл Марата Сафина. Надаль за шесть матчей, предшествовавших финалу, потерял только один сет, проиграв его Эрнесту Гулбису. Для побед над лучшим игроком Великобритании Энди Марреем в четвертьфинале и немцем Райнером Шуттлером в полуфинале испанцу хватило трёх сетов, причём Маррею Надаль отдал лишь 10 очков за 14 геймов на своей подаче. Успешной игре претендента не помешало даже то, что в матче четвёртого раунда против Михаила Южного он едва не выбыл из турнира из-за травмы правого колена. По собственным словам, падая после неудачного поворота, он услышал «негромкий хруст», а после матча, когда иссяк выброс адреналина, ему пришлось прибегнуть к помощи болеутоляющего.
| Раунд      | Роджер Федерер  | Роджер Федерер   | Рафаэль Надаль | Рафаэль Надаль        |
| Раунд      | Соперник        | Счёт             | Соперник       | Счёт                  |
| ---------- | --------------- | ---------------- | -------------- | --------------------- |
| 1-й раунд  | Доминик Грбаты  | 6:3, 6:2, 6:2    | Андреас Бек    | 6:4, 6:4, 7:6         |
| 2-й раунд  | Робин Сёдерлинг | 6:3, 6:4, 7:6(3) | Эрнест Гулбис  | 5:7, 6:2, 7:6(2), 6:3 |
| 3-й раунд  | Марк Жикель     | 6:3, 6:3, 6:1    | Николас Кифер  | 7:6(3), 6:2, 6:3      |
| 4-й раунд  | Ллейтон Хьюитт  | 7:5(7), 6:2, 6:4 | Михаил Южный   | 6:3, 6:3, 6:1         |
| 1/4 финала | Марио Анчич     | 6:1, 7:5, 6:4    | Энди Маррей    | 6:3, 6:2, 6:4         |
| 1/2 финала | Марат Сафин     | 6:3, 7:6(3), 6:4 | Райнер Шуттлер | 6:1, 7:6(3), 6:4      |

Перед финалом сложилась ситуация, когда победа любого из соперников должна была стать исторической. Если бы чемпионом стал Федерер, это был бы его шестой подряд титул на Уимблдоне. Такого результата на этом турнире не добивался никто со времён Уильяма Реншоу, побеждавшего в мужском одиночном разряде с 1881 по 1886 год. С начала Открытой эры в теннисе лучшим результатом были пять побед подряд — таков был показатель Бьорна Борга в 1976—1980 годах, с которым Федерер уже сравнялся. С другой стороны, Надаль, бывший бесспорным лидером мирового тенниса на грунтовых кортах, ещё ни разу не выигрывал турниров Большого шлема на других покрытиях, и Уимблдонский турнир мог стать для него в этом отношении первым. Кроме того, эта победа могла приблизить его вплотную к первому месту в рейтинге, которое Федерер к тому моменту занимал бессменно на протяжении 230 недель.
Среди спортсменов, считавших шансы Надаля на победу более высокими, были Бьорн Борг и трёхкратный чемпион Уимблдона Борис Беккер. Матч также вызвал ажиотаж среди любителей пари: биржа ставок Betfair приняла на него ставки на общую сумму свыше 49 млн фунтов стерлингов (для сравнения, за весь чемпионат мира по футболу 2006 года общая сумма ставок составляла немногим более 60 миллионов фунтов). Букмекеры отдавали небольшое преимущество Федереру: ставки на его победу принимались из соотношения 1,8, а на победу Надаля из соотношения 2,2. Трансляцию матча вели 85 телевизионных компаний в 185 странах мира; только в США за трансляцией NBC следили 4,6 миллиона зрителей, в Испании из 40 миллионов населения матч смотрели 7 миллионов, а в Великобритании количество зрителей, смотревших трансляцию Би-би-си, доходило до 13,1 миллиона человек.

## Ход матча
Начало мужского одиночного финала было запланировано на 2 часа дня 6 июля. Лондонская погода, однако, внесла коррективы (дождь пошёл с утра впервые за весь турнир), и участники финала вышли на корт в 2:23, после того как закончился дождь. Небо при этом оставалось затянуто тучами, сквозь которые лишь изредка проглядывало солнце. Оба спортсмена, связанные контрактами с фирмой Nike, вышли на корт в белых туфлях, носках и головных повязках с её символикой и белых шортах — у швейцарца они были классического покроя с поясом, тогда как испанец, как обычно, надел шорты ниже колен без пояса. На Федерере был кремовый кардиган с золотой отделкой из эксклюзивной серии, состоявшей из 230 экземпляров (по числу недель, в течение которых швейцарец возглавлял мировой рейтинг), на Надале — белый верх от тренировочного костюма поверх белой микроволокнистой майки без рукавов. Хотя в финале Уимблдонского турнира, в отличие от других турниров, снаряжение за игроков выносят на корт специальные служащие, испанец одну из своих ракеток нёс в руке, что составляло для него важную часть ритуала. Его ракетки были, как обычно, произведены компанией Babolat, тогда как Федерер проводил этот турнир с ракетками K-Factor фирмы Wilson, разработанными впервые специально для него годом ранее.
Судьёй матча был Паскаль Мария, 35-летний француз из Ниццы. Бросок монетки перед матчем, определяющий, кто будет подавать первым, а кто — выбирать сторону корта для первого гейма, выполнил 13-летний Блэр Маннс. Мальчик, страдавший от заболевания дыхательных путей, был выбран на эту роль Британским фондом лёгочных заболеваний. Поскольку церемония затянулась (Федерер, Маннс и главный судья турнира Эндрю Джарретт ждали у сетки Надаля, который заканчивал свой обычный ритуал, выстраивая бутылки минеральной воды этикетками к корту), Маннс в первый раз подбросил монетку, не дождавшись, пока игроки выберут орёл или решку. Бросок пришлось повторить, и право первой подачи досталось швейцарцу. Разминка началась в 2:29, а собственно игра — в 2:36.

### Первый сет
Первый же розыгрыш мяча на подаче Федерера оказался затяжным: соперники успели нанести 14 ударов, прежде чем швейцарец попытался вместо своего обычного закрученного удара закрытой ракеткой (бэкхенда) нанести резаный удар. Отскок с такого удара на траве обычно очень низкий, что создаёт трудности для принимающего, но Надаль умеет хорошо справляться с такими мячами, возвращая их с усиленным вращением. В этот раз он отбил мяч вдоль линии, выровняв его, и Федерер ничего не смог этому удару противопоставить. Первое очко осталось за испанцем, но затем Федерер выиграл четыре мяча подряд (в том числе розыгрыш из 11 ударов, после которого счёт стал 40-15), закончив гейм подачей навылет вплотную к центральной линии внутренней части корта.
Надаль также взял свою подачу, отдав сопернику два очка и четыре из шести раз успешно подав с первой попытки. Он наносил чрезвычайно мощные удары с высоким отскоком и активно играл под левую руку Федереру, используя то, что швейцарец несколько менее уверенно играет закрытой ракеткой, чем открытой. Действительно, только за этот гейм тот дважды ошибся при выполнении таких ударов. По ходу матча Надаль продолжал использовать эту тактику при любой возможности: за первые 4 гейма на своей подаче он 25 из 27 мячей направил Федереру под левую руку. Швейцарец, в свою очередь, каждый раз, когда ему удавалось сыграть открытой ракеткой, отправлял мяч как можно дальше к лицевой линии и шёл к сетке.
В третьем гейме у Федерера перестала получаться первая подача — из шести розыгрышей мяча она прошла только в одном. При счёте 30:30 Надаль снова заставил швейцарца ошибиться при выполнении бэкхенда, а в следующем розыгрыше, когда тот в очередной раз сумел провести только вторую подачу, заставил его обороняться и успешно довёл гейм до победы. После этого испанец повёл на своей подаче 40-0, но в этот момент лучше заиграл уже Федерер, демонстрируя всё разнообразие своего арсенала, взяв четыре подачи Надаля подряд и в свою очередь получив брейк-пойнт. Надаль выровнял игру, взвинтив темп, вернул себе преимущество в счёте и с третьей попытки выиграл гейм.
Проигрывая 1:3, в пятом гейме Федерер успешно выполнил все четыре первых подачи. Надалю затем пришлось подавать повторно только один раз, причём в этом гейме швейцарец трижды совершал ошибки при ударе закрытой ракеткой и сумел взять только одно очко. Он в свою очередь отдал только одно очко испанцу в шестом гейме, два последних мяча выиграв ударами с лёта. С тем же результатом, теперь в пользу Надаля, окончился восьмой гейм, в последнем розыгрыше которого испанец заставил Федерера ошибиться уже при ударе открытой ракеткой, после которого мяч ушёл за заднюю линию корта.
Девятый гейм стал для Федерера наиболее впечатляющим в сете: у него снова прошли все четыре первых подачи, в том числе одна — навылет, а в трёх остальных Надаль не сумел вернуть мяч на половину соперника. После этого на подаче испанца действующий чемпион агрессивно оборонялся, пытаясь сравнять счёт в сете, и повёл 30-15. Надаль был лучше в двух следующих розыгрышах, получив сетбол, но не сумел его реализовать. Соперники несколько раз по очереди выигрывали по две подачи. Перелом произошёл на втором брейк-пойнте Федерера, когда швейцарец три раза подряд ошибся, играя закрытой ракеткой, причём первый мяч он отправил в сетку, когда Надаль лишь во второй раз за гейм был вынужден выполнять вторую подачу. Первый сет остался за испанцем со счётом 6:4.

### Второй сет
Федерер начал второй сет, ровно за минуту взяв всухую гейм на своей подаче (включая один эйс). Надаль на своей подаче отыгрался со счёта 0-30, но затем позволил сопернику овладеть инициативой. Вначале он не успел к дальнему удару открытой ракеткой вдоль боковой линии, а затем попытался обойти соперника аналогичным ударом, на который швейцарец ответил, послав мяч наискосок через корт за пределы его досягаемости. Третий гейм Федерер начал с ещё одной подачи навылет и успешно завершил его, демонстрируя грамотную аккуратную игру и отдав Надалю два мяча из шести. Счёт в сете стал 3:0 в пользу чемпиона.
Следующие два гейма соперники легко взяли каждый на своей подаче (Федерер выиграл свой гейм всухую, выполнив ещё один эйс, дважды заставив соперника ошибиться на приёме и один мяч выиграв хорошо продуманным выходом к сетке). В шестом гейме Надаль снова отдал швейцарцу два мяча, и счёт стал 2:4. Федерер, практически безукоризненно проведший начало сета, в этом гейме допустил несколько ошибок, в том числе тактического характера, когда попытался обмануть соперника с помощью укороченного удара.
К следующему гейму начал усиливаться ветер, который свёл на нет преимущество чемпиона, получившего для подачи свежую упаковку мячей. При счёте 30-30 Федерер неожиданно ошибся на лёгком мяче, нанеся слишком сильный удар открытой ракеткой. На брейк-пойнте швейцарец попытался обвести соперника коротким бэкхендом вдоль дальней линии, но Надаль оказался к этому готов и сам обострил игру сильным ударом вдоль линии, который Федерер отбил в аут. На своей подаче Надаль повёл 30-0, но Федереру удалось завязать борьбу на следующем мяче. Оба соперника в этом розыгрыше продемонстрировали теннис высокого класса, поочерёдно доставая трудные мячи (один из них Надаль отбил, лишь забежав к самой судейской вышке), и лишь на 15-м ударе испанец ошибся, отправив мяч в сетку. Игра выровнялась, и Федерер в свою очередь получил брейк-пойнт, но испанец направил следующую подачу ему прямо в корпус, заставив ошибиться при приёме. В следующем розыгрыше швейцарец имел преимущество, но в решающий момент крик болельщика с трибун отвлёк его, и мяч после его удара ушёл за лицевую линию. Расстроенный Федерер, которому изменила его обычная выдержка, крикнул в сторону трибуны «Заткнись!», но момент был упущен: Надаль выиграл следующее очко и сравнял счёт в сете.
При счёте 4:4 у швейцарца возобновились трудности с первой подачей. Она не прошла три раза подряд, и Надаль трижды использовал свой шанс на второй подаче, доведя счёт в гейме до 40-0. Федереру удалось взять лишь одно очко, прежде чем его противник реализовал брейк-пойнт и впервые за сет повёл в счёте. Выиграв следующий гейм на своей подаче, Надаль мог выиграть и второй сет, но в этом гейме завязалась равная борьба. При счёте 30-30 испанец не сумел выполнить первую подачу, а при выполнении второй судья на вышке вынес ему замечание за нарушение временного лимита — редкий случай в матчах с участием Надаля, несмотря на то, что он часто подолгу готовится к подаче. Испанец, однако, не потерял присутствия духа и вышел победителем из сложного розыгрыша, поймав Федерера на противоходе ударом закрытой ракеткой наискосок через корт (позже он назвал этот удар лучшим за всё время своих выступлений на травяных кортах. Чемпион не дал сопернику реализовать полученный сетбол, отразив очередную подачу сильным резаным ударом закрытой ракеткой, а затем добился брейк-пойнта. Надаль в очередной раз усилил игру, сначала в длинном розыгрыше заставив Федерера гоняться за мячом по всему корту, а затем дважды вынудив ошибиться при приёме подачи. Второй сет закончился с тем же счётом в его пользу, что и первый — 6:4.
Стив Флинк приводит статистику, согласно которой из счёта 0:2 по сетам в финале Уимблдонского турнира в последний раз отыгрывался Анри Коше в матче против своего соотечественника Жана Боротра в 1927 году. Сам Надаль с начала карьеры только один раз проиграл матч, в котором вёл 2:0 по сетам — Федереру в Майами в 2005 году. Таким образом, перевес в два сета был весьма многообещающим для испанца.

### Третий сет
Вертхайм отмечает, что за первые два сета было сыграно в общей сложности десять брейк-пойнтов, из которых Надаль выиграл восемь. В остальных розыгрышах небольшое преимущество было у Федерера (61-58). По мнению автора, это свидетельствовало о нежелании защищающегося чемпиона предпринимать рискованные действия и консервативном подходе к игре. При счёте 0:2 по сетам, однако, ему оставалось только рисковать.
К началу третьего сета небо окончательно потемнело и казалось, что дождь может начаться в любой момент. Тем не менее на классе игры финалистов это не отразилось. Федерер взял первый гейм на своей подаче всухую, подавая в углы корта и смело выходя к сетке. В следующем гейме он завязал борьбу, но, проигрывая 30-40, попытался принять вторую подачу Надаля открытой, а не закрытой ракеткой, и мяч после его удара ушёл за пределы корта.
На очередной подаче Федерера колено испанца, пострадавшее в матче четвёртого круга, снова дало о себе знать. Пытаясь успеть к мячу, который соперник послал в левый от него угол, он подвернул ногу и упал на корт. Первая попытка подняться оказалась неудачной. Когда Надаль наконец сумел встать, он первым делом подошёл к своему сиденью, чтобы сменить ракетку, и попросил судью на вышке вызвать физиотерапевта в следующем перерыве между геймами. Следующий мяч Федерер, озабоченный состоянием соперника, подал неуверенно, и Надаль выиграл очко косым ударом закрытой ракеткой через весь корт. Это, однако, успокоило швейцарца, и он закончил гейм двумя невозвращаемыми подачами. Михаэль Новотны, физиотерапевт и тренер по физической подготовке, работавший в это время с Надалем, осмотрев его колено, пришёл к выводу, что речь не идёт об опасной травме и его подопечный может продолжать игру без тайм-аута.
В четвёртом гейме Федерер не реализовал два брейк-пойнта, сначала неудачно отбив подачу в корпус, а затем немного сильней, чем нужно, отразив мяч закрытой ракеткой. После этого Надаль довёл гейм до победы. Пятый гейм Федерер снова выиграл всухую, успешно проведя три из четырёх первых подач, а на последнем розыгрыше совершив классический выход к сетке. Он вновь получил два брейк-пойнта на подаче испанца, но Надаль снова не позволил ему их реализовать, дважды подав мяч под левую руку; во втором случае ошибка Федерера была особенно явной — швейцарец «перекрутил» мяч со второй подачи соперника, отправив его в сетку. Счёт в гейме сравнивался ещё трижды, но в итоге Надаль вышел в нём победителем, снова выровняв ход сета. К этому моменту он получил против Федерера четыре брейк-пойнта и реализовал три из них, тогда как швейцарец из своих двенадцати брейк-пойнтов использовал только один. Как и в первых двух сетах, Федерер заметно лучше играл в менее стрессовых ситуациях (при счёте «ровно»), в то время как его соперник демонстрировал свою лучшую игру в моменты, когда рисковал проиграть гейм.
После этого уже Надаль хорошо начал гейм на подаче Федерера и повёл в нём 40-0. Если бы ему удалось выиграть этот гейм, матч бы, вероятно, закончился очень быстро. Однако в следующих двух розыгрышах швейцарец оказался сильнее соперника, используя свой коронный форхенд. При счёте 30-40 у него не прошла первая подача, а при второй с высокого отскока Надаль неожиданно отбил мяч в сетку. После этого Федерер выполнил подряд две блестящих первых подачи, которые испанец не смог вернуть на половину корта соперника.
Надаль снова сравнял счёт в сете, успешно выполнив все первые подачи и отдав швейцарцу за гейм только одно очко. В девятом гейме при счёте 15-0 Федерер вначале совершил подачу навылет, а сразу после этого — двойную ошибку, допустив её впервые с четвёртого раунда турнира. В следующем розыгрыше он опять ошибся при игре закрытой ракеткой; это была уже 25-я невынужденная ошибка чемпиона с начала игры, тогда как Надаль был намного более стабилен и совершил на 13 невынужденных ошибок меньше. Федереру, однако, удалось спасти гейм двумя хорошими первыми подачами. К этому моменту игра продолжалась уже 2 часа 14 минут.
В 4:52 матч был прерван из-за начавшегося дождя и возобновлён лишь по прошествии 80 минут. После того, как соперники вернулись на корт при счёте 5:4 в пользу швейцарца, Надаль повёл 40-0 на своей подаче, но проиграл три следующих мяча, в том числе третий — на двойной ошибке: его подача дважды подряд ушла в аут от кромки сетки. Надаль снова вышел вперёд, Федерер ещё раз сравнял счёт в гейме, но после этого испанец взял, наконец, две подачи подряд и счёт в сете опять стал равным.

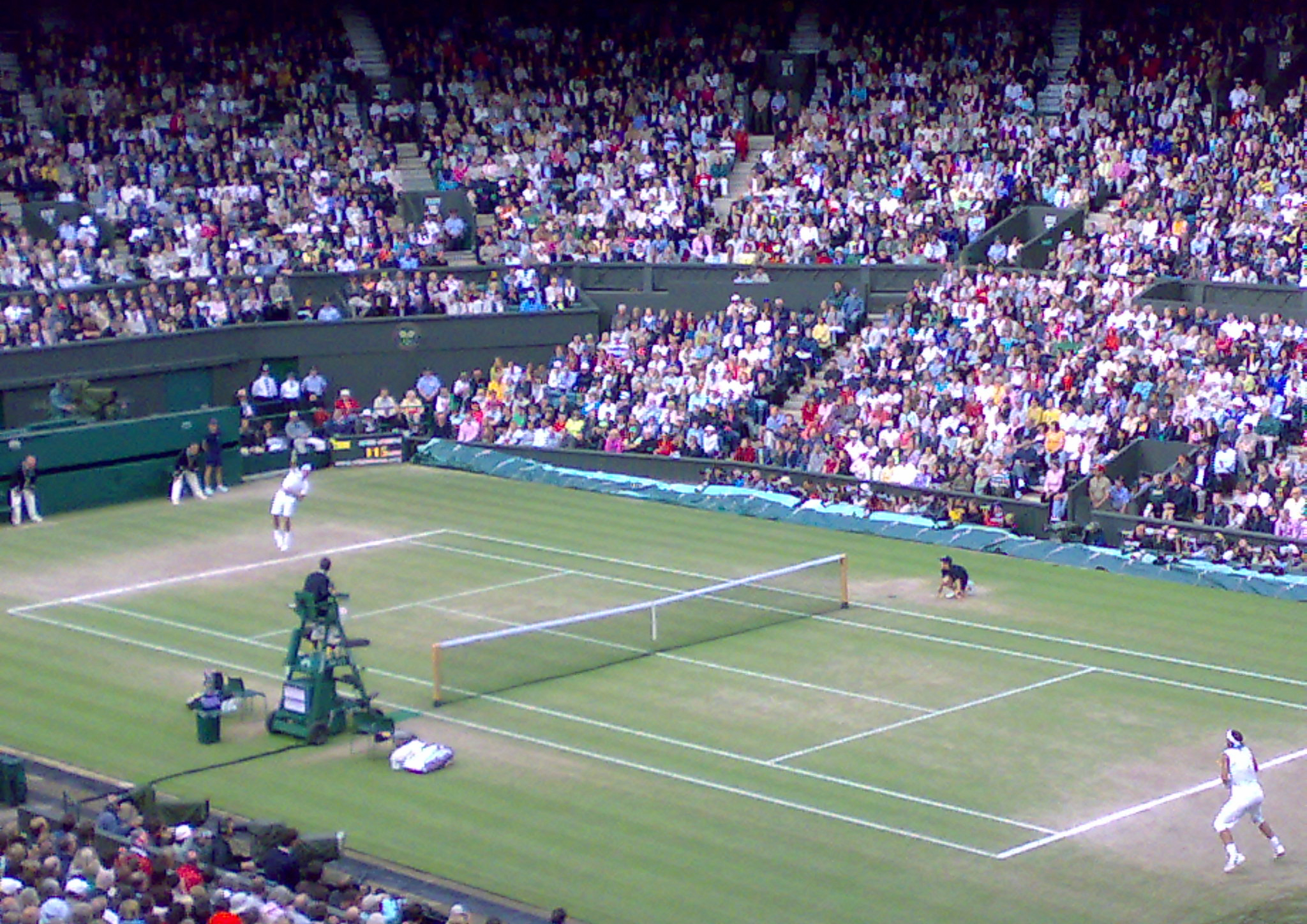
Концовка третьего сета. На подаче Федерер

Следующие два гейма были легко выиграны подающими — и Федерер, и Надаль закончили их эйсами. Счёт 6:6 означал, что будет сыгран первый за матч тай-брейк. Поначалу оба игрока успешно использовали преимущество подачи, причём у швейцарца прошли навылет все три первых подачи. После этого Федерер обострил игру, забежав к мячу так, чтобы принять его на открытую ракетку, и заставив Надаля ошибиться. Следующую подачу испанца он отбил безукоризненно точно, и ответный удар Надаля оказался достаточно слабым, что позволило чемпиону взять и это очко. Соперники разделили очки на подаче Федерера, и счёт в тай-брейке стал 6:3 — Федерер оказался уже в одном очке от победы в сете. Надалю удалось взять оба очка на своей подаче, но когда мяч опять перешёл к швейцарцу, тот завершил сет очередным эйсом. Этот результат был типичным для Федерера на Уимблдоне — до финала 2008 года он сыграл в этом турнире 27 тай-брейков и выиграл 25 из них, в том числе 2 — у Надаля в финале годом ранее.

### Четвёртый сет
В первом гейме четвёртого сета подавал Надаль. Стив Флинк оценивает его игру в этом гейме как воплощение стратегического мышления, подчёркивая, что Федереру постоянно приходилось догадываться, куда пойдёт мяч при следующей подаче. В итоге испанец отдал сопернику в этом гейме только одно очко. Федерер выиграл второй гейм с таким же счётом, успешно выполнив все первые подачи. В первом розыгрыше третьего гейма оба соперника продемонстрировали игру высокого класса, принимая трудные мячи, но последнее слово осталось за Надалем, который довёл гейм до победы, отдав швейцарцу два очка. Тот отыгрался на своей подаче, при счёте 30-0 в гейме подав 16-й эйс за матч и потеряв за гейм только одно очко. В следующем гейме уже́ у Надаля прошли все пять первых подач, лишь одну из которых он в итоге проиграл. С начала сета у обоих соперников хорошо удавалась подача, что не оставляло второй стороне серьёзных шансов завязать борьбу. В целом же за матч к этому времени на счету каждого участника было вдвое с лишним больше виннеров — мячей, пробитых так, что соперник не мог их отбить, — чем ошибок (мячей, отправленных в сетку или за пределы корта).
В шестом гейме Федерер повёл 40-15, позволил испанцу сравнять счёт, но довёл дело до победы, закончив гейм неотбиваемой подачей под левую руку Надаля, и счёт в сете стал 3:3. Претендент взял следующий гейм всухую, только один раз не реализовав первую подачу. В восьмом гейме борьба шла до счёта 30-30, после чего швейцарец сначала сложной резаной подачей вынудил соперника вернуть мяч в корт в удобное для него место, а на следующем розыгрыше уверенно вышел к сетке, отправив мяч в недосягаемую для Надаля точку площадки. На протяжении всего девятого гейма испанец играл чемпиону под левую руку и уступил только в одном розыгрыше, когда у Федерера прошёл рискованный удар, пришедшийся в боковую линию.
Счёт стал 5:4 в пользу Надаля, и швейцарцу было необходимо выиграть свою подачу, чтобы матч на этом не закончился. Испанец остро контратаковал и вышел победителем в первых двух розыгрышах, во втором случае выполнив блестящий обводящий удар вдоль боковой линии. После этого Федерер сменил тактику на подаче: если до этого он направлял мяч в угол квадрата вплотную к коридору, под закрытую ракетку Надаля, следующая подача, наоборот, прошла близко к средней линии, что застало испанца врасплох, и его форхенд ушёл в аут. Второе очко в гейме швейцарец заработал с укороченного мяча соперника, затем Надаль, пытаясь обострить игру, нанёс слишком сильный удар двумя руками, и мяч ушёл за пределы корта. Следующий розыгрыш стал последним в гейме, и Федерер в очередной раз сравнял счёт в сете.
Надаль вновь вышел вперёд, выполнив все первые подачи в 11-м гейме, в том числе при счёте 40-15 обескуражив Федерера подачей далеко в сторону, под открытую ракетку. По мере того как матч продолжался, испанец стал прибегать к такой подаче всё чаще. Федерер, однако, достаточно уверенно отыгрался в следующем гейме, и четвёртый сет, как и третий, перешёл в тай-брейк.
Первую подачу в 13-м гейме выполнял Надаль. Испанец, обычно проводящий матчи на задней линии, на этот раз изменил себе, выйдя к сетке. Его удар открытой ракеткой был хорош, но Федерер отбил мяч, отправив его высокой свечой за спину сопернику. Надаль догнал мяч и вернул его в игру бэкхендом, не успев повернуться лицом к сетке. Федерер оказался к этому готов и завершил розыгрыш ударом открытой ракеткой, который соперник уже не сумел отбить. Затем, однако, испанец был сильнее в четырёх розыгрышах подряд, сначала взяв две подачи Федерера, затем пробив эйс, а четвёртое очко заработав подачей в корпус швейцарцу. Тот отыграл одно очко, но затем на его подаче последовал розыгрыш протяжённостью в 15 ударов — именно в таких долгих обменах мячом Надаль особенно силён, и этот окончился ошибкой чемпиона, попытавшегося обвести соперника ударом закрытой ракеткой вдоль линии. При счёте 5:2 претенденту было достаточно реализовать обе своих подачи, чтобы выиграть весь матч. Однако в первой из них он допустил двойную ошибку, а вторую подал слишком осторожно, и Федерер, полностью вложившись в удар открытой ракеткой, вынудил его потерять равновесие и ошибиться. После этого соперники поочерёдно взяли по две своих подачи (при счёте 5:6 Надаль на своей подаче вышел победителем из розыгрыша, продолжавшегося 18 ударов). Счёт стал 7:6 в пользу Надаля — формально это был матчбол, но на подаче швейцарца. Он сравнял счёт, однако затем уже претендент из сложного положения выполнил блестящий обводящий удар вдоль линии и получил второй матчбол — теперь на своей подаче. Он направил подачу далеко в угол корта под закрытую ракетку Федереру, чемпион ответил укороченным мячом, и испанец, приблизившись к сетке, нанёс удар наискосок через корт, под слабую руку сопернику. Этот выход к сетке, однако, оказался недостаточно уверенным, и Федерер обвёл Надаля по линии, сравняв счёт в тай-брейке. Швейцарец развил успех, удачно отбив следующую подачу соперника, и добился сетбола при счёте 9:8. Хотя у него не прошла первая подача, на второй, снова направленной близко к центральной оси корта, испанец ошибся, послав мяч далеко за лицевую линию. Четвёртый сет остался за Федерером, отыгравшим два матчбола, и счёт в матче сравнялся.

### Пятый сет
Перед началом решающего сета, в 7:30 вечера, между участниками финала было полное равенство по очкам: из 302 розыгрышей мяча каждый выиграл по 151. В начале сета Надаль, и до этого подолгу готовившийся к подаче, замедлил игру ещё сильнее. Он придирчиво осматривал мячи, выбирая, какой использовать, постукивал мячом по корту по 10—12 раз, прежде чем нанести удар, долго и тщательно вытирался полотенцем. Соперники достаточно легко взяли по гейму на своей подаче, причём Федерер закончил свой стильным выходом к сетке, а Надалю на своём не помешал даже тот факт, что он трижды не сумел выполнить первую подачу. В третьем гейме он дважды сравнивал счёт на подаче Федерера, сначала воспользовавшись второй за матч двойной ошибкой соперника, а затем послав укороченный мяч за пределы его досягаемости, но в конечном итоге чемпион удержал свою подачу. Надаль снова легко взял свою, отдав сопернику только первое очко.
В пятом гейме Федерер повёл 40-30 после подачи навылет, но Надаль снова сравнял счёт, а затем в 19:54 матч был прерван из-за дождя. К этому времени соперники находились на корте уже 3 часа и 54 минуты. Когда спустя полчаса игра возобновилась, уже начинало смеркаться, и учитывая, что в пятом сете по правилам Уимблдонского турнира тай-брейк не игрался, было непонятно, успеют ли финалисты закончить матч до темноты. Федерер закончил гейм двумя эйсами вдоль центральной оси корта, но Надаль на своей подаче снова потерял только одно очко и в очередной раз выровнял счёт в сете. Седьмой гейм чемпион выиграл всухую, закончив его ещё одной подачей навылет.
В восьмом гейме Надаль на своей подаче столкнулся с особенно ожесточённым сопротивлением соперника. При счёте 30-30 он удачно выполнил вторую подачу, после которой Федерер с трудом сумел вернуть мяч на половину корта испанца, но Надаль в ответ сыграл слишком мягко, и Федерер закончил розыгрыш форхендом, отправив мяч за пределы досягаемости ракетки соперника. Швейцарец, таким образом, первым из участников финала добился брейк-пойнта в пятом сете. Выиграв следующее очко, он мог повести в сете 5:3 и получить шанс закончить игру на своей подаче. В этой ситуации испанец воспользовался уже испытанной тактикой, направив подачу в ноги Федереру. Тот сумел отразить мяч, но Надаль получил преимущество в розыгрыше и вскоре завершил его ударом сверху, когда швейцарец попытался обвести его свечой. Он выиграл и следующие два очка, завершив гейм в свою пользу. Как и к началу сета, соперники в этот момент делили набранные очки: каждый вышел победителем в 177 розыгрышах из 354.
Следующий гейм Федерер выиграл, отдав сопернику два мяча, несмотря на то, что только в двух случаях из шести у него прошла первая подача. Надаль на этом этапе упорно оборонялся, сильными ударами заставляя соперника при розыгрышах оставаться на задней линии, но швейцарец подавал достаточно хорошо, чтобы иметь преимущество. Претендент в свою очередь агрессивно провёл гейм на своей подаче, после счёта 30-30 дважды заставив соперника отчаянно обороняться и в конечном итоге совершать ошибки. К моменту завершения десятого гейма пятого сета Надаль и Федерер находились на корте уже 4 часа и 17 минут, побив рекорд продолжительности финальных матчей на Уимблдоне, установленный в 1982 году Джоном Макинроем и Джимми Коннорсом.
При счёте 5:5 и 15-30 на подаче Федерера Надаль успешно отразил один из коронных ударов соперника — форхенд наискосок через корт — и обвёл швейцарца по линии, получив двойной брейк-пойнт. Федерер, однако, следующую подачу пробил вдоль центральной линии навылет со скоростью 127 миль (204 км) в час, после чего взял ещё три очка подряд. Надаль уверенно удержал собственную подачу, а в следующем гейме дважды сравнивал счёт на подаче швейцарца, но брейк-пойнтов не получал и в конечном итоге дал Федереру повести в сете 7:6. В следующем гейме при счёте 40-30 он после подачи выдвинулся к сетке. Последовал затяжной розыгрыш — чемпион попытался обвести испанца короткой свечой, тот нанёс мощный удар сверху, но швейцарец дотянулся до мяча и послал ещё одну свечу — теперь уже дальше, к лицевой линии. Надаль успел вернуться и снова пробил сверху с высокого отскока. Федерер вернул в игру и этот мяч, но сыграл слишком консервативно, и испанец завершил гейм ударом открытой ракеткой в угол корта, вызвав овацию на трибунах. Несмотря на длительность матча и ухудшающуюся видимость оба игрока в этом и предыдущем геймах продолжали демонстрировать высокую точность ударов.
К счёту 7:7 в пятом сете соперники подошли в десятом часу вечера, становилось всё темнее, но игра ещё продолжалась. Судейская бригада турнира приняла решение, что позволит сыграть ещё два гейма, и если к этому моменту не определится победитель, остаток матча будет перенесён на следующий день. В 15-м гейме Надаль снова добился двойного брейк-пойнта. Федерер отыграл оба мяча, в том числе первый — подачей навылет. Надаль снова вышел вперёд, но швейцарец опять отыгрался, направив подачу далеко в сторону под левую руку сопернику, который едва смог дотянуться до мяча. После этого, однако, Федерер дважды подряд ошибся при игре открытой ракеткой, отправив мяч сначала в сетку, а затем за пределы корта. Надаль взял первый гейм на подаче соперника за пятый сет и получил возможность окончить матч на своей подаче, которую не проигрывал с начала второго сета. Федерер выиграл первое очко в 16-м гейме, но после этого Надаль впервые с начала матча начал активно выходить к сетке. Эта тактика принесла ему победу в двух следующих розыгрышах, а затем Федерер при очередном выходе к сетке заставил его ошибиться и отбить удар по линии в аут. Следующее очко выиграл испанец, получив третий матчбол за игру после того, как от закрытой ракетки чемпиона мяч также ушёл за пределы корта. Очередная подача Надаля — резаный удар далеко в сторону под закрытую ракетку — оказалась недостаточно решительной и позволила Федереру снова сравнять счёт в гейме. Концовка игры, однако, осталась за Надалем. На его следующей подаче швейцарец ожидал, что противник опять направит мяч ему под левую руку, но испанец подал мяч в правый угол квадрата. Поскольку подача была сильно подкручена, швейцарец опоздал с ударом, а в последнем розыгрыше Федерер ошибся, послав мяч с середины площадки в сетку. Матч, продолжавшийся 4 часа и 48 минут игрового времени, закончился в 21:16 по лондонскому времени победой Надаля с общим счётом 6:4, 6:4, 6:7(5), 6:7(8), 9:7. Церемония вручения трофеев завершилась уже в темноте, из которой фигуры финалистов выхватывал свет прожекторов. Оба соперника в послематчевых интервью не поскупились на комплименты друг другу.

### Игровая статистика
Статистика приводится по изданию: Wertheim L. J. Strokes of Genius. Federer, Nadal, and the Greatest Match Ever Played (англ.). — Boston: Houghton Mifflin Harcourt, 2009.
| Показатель                         | Надаль            | Федерер           |
| ---------------------------------- | ----------------- | ----------------- |
| Процент первых подач в игре        | 73 % (159 из 218) | 66 % (128 из 195) |
| Подачи навылет                     | 6                 | 25                |
| Двойные ошибки                     | 3                 | 2                 |
| Процент выигранных первых подач    | 69 % (110 из 159) | 73 % (93 из 128)  |
| Процент выигранных вторых подач    | 59 % (35 из 59)   | 57 % (38 из 67)   |
| Выиграно мячей на приёме           | 33 % (64 из 195)  | 33 % (73 из 218)  |
| Реализация брейк-пойнтов           | 31 % (4 из 13)    | 8 % (1 из 13)     |
| Процент выигранных выходов к сетке | 71 % (22 из 31)   | 56 % (42 из 75)   |
| Невынужденные ошибки               | 27                | 52                |
| Всего выиграно очков               | 209               | 204               |
| Самая быстрая подача               | 120 миль в час    | 129 миль в час    |
| Средняя скорость первой подачи     | 112 миль в час    | 117 миль в час    |
| Средняя скорость второй подачи     | 93 мили в час     | 100 миль в час    |

## Итог и дальнейшее соперничество
Победа Надаля в финале прервала серию из пяти титулов и сорока побед подряд, одержанных Федерером на Уимблдонском турнире. Испанец завоевал свой первый титул в этом турнире после двух подряд поражений в финалах от того же соперника. Уже по ходу игры некоторые комментаторы называли её величайшим матчем в истории тенниса. Сразу после матча в пресс-центре Всеанглийского клуба звучали многочисленные сравнения с финалом 1980 года, в котором Джон Макинрой победил Бьорна Борга. Поначалу специалисты не могли прийти к единому мнению о том, какой из финалов был более выдающимся, но со временем мнение о том, что именно финал 2008 года следует считать величайшим, стало звучать всё чаще. Впоследствии эту позицию отстаивали такие теннисные эксперты как Джон Вертхейм (в книге 2009 года), Стив Флинк (в книге 2012 года) и Стив Тигнор (в статье 2016 года). Финал 2008 года оставался самым длинным в истории Уимблдонского турнира более десяти лет, пока этот рекорд не был побит в 2019 году в мужском одиночном финале между Джоковичем и Федерером: финал 2019 года продолжался 4 часа и 57 минут, на 21 минуту дольше.
После Уимблдона Надаль стал также чемпионом Олимпийских игр в Пекине и к началу Открытого чемпионата США впервые обошёл Федерера в рейтинге, поднявшись на первую строчку. В США ему победить не удалось: в полуфинале испанца остановил Энди Маррей, а чемпионом стал Федерер, выигравший этот турнир в пятый раз подряд — так же, как до этого Уимблдон.
Преимущество Надаля в соперничестве с Федерером продолжилось и на следующий год, когда испанец завоевал чемпионский титул на третьем из четырёх турниров Большого шлема — в Австралии, снова победив швейцарца в финале. Таким образом, менее чем за год он взял верх над Федерером в финалах трёх разных турниров Большого шлема на трёх разных покрытиях. Надаль развивал успех и дальше, к Открытому чемпионату Франции 2009 года выиграв уже пять турниров за сезон, но в этот момент у испанца начались проблемы с коленями. Он проиграл в четвёртом раунде на «Ролан Гаррос» шведу Робину Сёдерлингу, и это позволило Федереру впервые в карьере выиграть Открытый чемпионат Франции, завершив завоевание карьерного Большого шлема. Надаль вернулся на пик формы в 2010 году, во второй раз за три года выиграв оба европейских турнира Большого шлема и добавив к этим победам первый за карьеру титул в Открытом чемпионате США. Таким образом, он тоже собрал карьерный Большой шлем.
В соперничестве с Федерером Надаль продолжал оставаться сильней и в дальнейшем. Всего за период с 2008 по 2014 год он выиграл у швейцарца 15 матчей, проиграв лишь 4 и доведя общий счёт в серии до 23-10. Лишь в 2015 году Федерер стал сокращать разрыв, к началу 2020 года выиграв шесть из семи встреч (единственным исключением стала победа испанца в полуфинале Открытого чемпионата Франции 2019 года). Однако Надаль сохранил лидерство как в серии в целом, так и в матчах турниров Большого шлема, где завершил противостояние с общим счётом 10-4. Отношения между соперниками оставались дружескими на протяжении всей истории их противостояния, и прощальный матч своей карьеры Федерер провёл в паре с Надалем, представляя сборную Европы в Кубке Лейвера.